# Iron Man (film, 2008)
Iron Man je ameriški superjunaški film iz leta 2008, ki temelji na istoimenskem liku iz Marvelovih stripov. Produciral ga je Marvel Studios in distribuiral Paramount Pictures ter  je prvi film v Marvelovem kinematografskem vesolju (MCU). Film je režiral Jon Favreau, po scenariju Marka Fergusa, Hawka Ostbyja, Arta Marcuma in Matta Hollowaya. V njem igrajo Robert Downey Jr., Terrence Howard, Jeff Bridges, Gwyneth Paltrow, Leslie Bibb in Shaun Toub. V filmu svetovno znani industrialec in inženir Tony Stark po pobegu iz ujetništva s strani teroristične skupine izdela mehanizirani oklep in postane superjunak, imenovan "Iron Man". 
Načrte za razvoj filma Iron Man je od leta 1990 pripavilo več studiov, vključno z Universal Pictures, 20th Century Fox in New Line Cinema, preden je Marvel Studios leta 2005 uspel pridobiti pravice. Marvel je vključil produkcijo kot svoj prvi samofinancirani film, za distribucijo pa je poskrbel Paramount Pictures. Favreau je bil najet za režiserja aprila 2006 in se soočil z nasprotovanjem Marvela, ko je poskušal izbrati Downeyja za glavno vlogo; Downey je bil najet septembra istega leta. Snemanje je potekalo od marca 2007 do junija 2007, predvsem v Kaliforniji, da bi se film razlikoval od številnih drugih zgodb o superjunakih, ki se odogajajo v New Yorku. Med snemanjem so lahko igralci svobodno ustvarjali svoj dialog, ker je bila predprodukcija osredotočena predvsem na scenarij. Gumijaste in kovinske različice oklepa, ki jih je ustvarilo podjetje Stana Winstona, so bile povezane z računalniško ustvarjenimi slikami, da bi čim bolje upodobili naslovni lik. 
Film Iron Man je bil premierno predvajan v Sydneyju 14. aprila 2008, v Združenih državah pa je bil predvajan 2. maja kot prvi film v prvi fazi MCU. Film je zaslužil več kot 585 milijonov dolarjev in postal osmi najbolj dobičkonosni film leta 2008 ter prejel pozitivne ocene kritikov, pri čemer so kritiki pohvalili Downeyjev nastop in Favreaujevo režijo, vizualne prizore, akcijske prizore in scenarij. Ameriški filmski inštitut ga je izbral za enega izmed desetih najboljših filmov leta 2008. Na 81. podelitvi oskarjev je bil film nominiran za dva oskarja, za najboljšo zvočno montažo in najboljše vizualne prizore. Leta 2022 je Kongresna knjižnica izbrala film za hrambo v Narodnem filmskem registru Združenih držav, ker je razlgasila, da je "kulturno, zgodovinsko ali estetsko pomemben". Izšli sta dve nadaljevanji: Iron Man 2 (2010) in Iron Man 3 (2013).

## Vsebina
Tony Stark, ki je od svojega pokojnega očeta Howarda Starka podedoval očetovo podjetje Stark Industries, potuje po od vojne razdejanem Afganistanu s svojim najboljšim prijateljem in vojaškim poročnikom, Jamesom Rhodesom, da predstavi novo raketo "Jericho". Po preizkusu njegov konvoj napade teroristična skupina Deset prstanov in Starka pri tem hudo rani izstrelek, ki ga uporabijo napadalci. Teroristična skupina ga ujame in zapre v jamo. Yinsen, soujetnik in zdravnik, vsadi elektromagnet Starku v prsi, da tako prepreči, da bi ga krogla, ki ga je ranila, dosegla njegovo srce in ga ubila. Vodja teroristične skupine, Raza nato ponudi Starku izpustitev v zameno za izdelavo rakete Jericho za njihovo skupino, vendar on in Yinsen verjameta, da Raza ne bo držal besede.
Stark in Yinsen na skrivaj zgradita majhen, močan električni generator, imenovan obločni reaktor, za napajanje Starkovega elektromagneta in izdelata prototip oklepne obleke, ki jima pomaga pri pobegu. Čeprav obleko poskušata prikriti, teroristi odkrijejo njune namere in napadejo delavnico. Yinsen se žrtvuje, da bi jih zamotil, medtem ko se obleka vklopi. Z oklepom opremljeni Stark se prebije iz jame, da bi našel umirajočega Yinsena, nato uniči orožje teroristov in odleti, vendar pa zatem strmoglavi v puščavo in uniči obleko. Potem ko ga reši Rhodes, se Stark vrne domov in napove, da bo njegovo podjetje prenehalo s proizvodnjo orožja. Obadiah Stane, očetov stari prijatelj in vodja podjetja, pove Starku, da bo to povzročilo bankrot Starkove indusrtije in tako uničilo očetovo zapuščino. V domači delavnici Stark izdela elegantnejšo, zmogljivejšo različico svoje improvizirane oklepne obleke ter močnejši obločni reaktor zanjo in svojo skrinjo po testiranju prototipa. Osebna asistentka Pepper Potts mu postavi originalni reaktor v majhno stekleno vitrino v telesu. Čeprav Stane zahteva podrobnosti, se Stark odloči svoje delo obdržati zase.
Na dobrodelni prireditvi novinarka Christine Everhart obvesti Starka, da je bilo orožje njegovega podjetja pred kratkim dostavljeno v skupini Deset prstanov in da se uporablja za napad na Yinsenovo domačo vas. Stark si nadene nov oklep in odleti v Afganistan, kjer premaga teroriste in reši vaščane. Med letom domov Starka prestrežejo letalske sile. Svojo skrivno identiteto po telefonu razkrije Rhodesu, da bi se tako končal napad. Medtem skupina Deset prstanov zbere dele Starkovega prototipa obleke in se sreča s Stanetom, ki je preprodajal orožje Desetim prstanom in je izvedel upor, da bi zamenjal Starka kot izvršnega direktorja Starkove industrije, tako da je najel Deset prstanov, da ga ubijejo. Podredi Raza in ubije njega in preostalo skupino. Stane ima ogromen nov oklep, narejen z obratnim inženiringom iz razbitin. Da bi izsledil nezakonite pošiljke svojega podjetja, Stark pošlje Pottsa, da vdre v njegovo bazo podatkov. Odkrije, da je Stane najel skupino Deset prstanov, da ubijejo Starka, vendar se je skupina odpovedala napadu, ko so ugotovili, da imajo neposredno pot do Starkovega orožja. Potts se nato sreča z agentom Philom Coulsonom iz S.H.I.E.L.D., obveščevalne agencije, da bi ga obvestil o Stanejevih dejavnostih.
Medtem pa Stanejevi znanstveniki ne morejo podvojiti Starkovega miniaturiziranega obločnega reaktorja, zato Stane vdre v Starkov dom in ukrade tistega iz njegovega telesa. Starku ga uspe zamenjati s svojim originalnim reaktorjem. Potts in več S.H.I.E.L.D. agentov pa poskušajo aretirati Stanea, vendar si on nadene obleko in jih premaga. Stark se nato spopade z Stanetom, vendar boj izgubi, saj je brez svojega novega reaktorja, ki mu omogoča polno delovanje. Boj se nato preseli na vrh stavbe Starkove industrije, kjer Stark ukaže Potts, naj preobremeni reaktor z velikim oblokom, ki napaja stavbo, saj je to edini način, da premaga Stanea. To sproži ogromen električni sunek, ki povzroči, da Stane pade v reaktor in v eksploziji umre. Naslednji dan na tiskovni konferenci Stark javno prizna, da je superjunak, ki ga je tisk poimenoval "Iron Man".
V prizoru po koncu filma, S.H.I.E.L.D. vodja Nick Fury obišče Starka na domu in mu pove, da je postal del "večjega vesolja" in da se želi pogovoriti o možnosti zaposlitve kot maščevalca.

## Vloge
- Robert Downey Jr. – Tony Stark (Iron Man)
- Terrence Howard  – James "Rhodey" Rhodes
- Jeff Bridges – Obadiah Stane
- Gwyneth Paltrow – Virginia "Pepper" Potts
- Leslie Bibb – Christine Everhart
- Shaun Toub – Ho Yinsen
- Samuel L. Jackson – Nick Fury